# Jones-Corbin Automobile Company
Jones-Corbin Automobile Company, vorher Jones-Corbin Company, war ein US-amerikanischer Hersteller von Automobilen.

## Unternehmensgeschichte
George H. Jones und E. O. Corbin gründeten 1903 die Jones-Corbin Company. Der Sitz war in Philadelphia in Pennsylvania. Sie begannen mit der Produktion von Automobilen. Der Markenname lautete Jones-Corbin. Ende 1903 erfolgte die Umfirmierung in Jones-Corbin Automobile Company. 1907 endete die Produktion.
Die Matthews Motor Company übernahm das Unternehmen.

## Fahrzeuge
1903 gab es nur das Model A. Es hatte einen Einzylindermotor, der jenen von De Dion-Bouton ähnelte, mit 8 PS Leistung. Die Wasserkühlung sollte nach Art der Mercedes-Wagen der Daimler-Motoren-Gesellschaft funktionieren. Die Hupe wurde importiert und als besonders groß hervorgehoben. Das Fahrgestell hatte 198 cm Radstand. Der einzige Aufbau war ein offener Runabout mit zwei Sitzen.
Von 1904 bis 1905 blieb dieses Modell unverändert. Das Model B kam dazu. Sein Zweizylindermotor leistete 14 PS. Der Radstand betrug ebenfalls 198 cm. Neben einem zweisitzigen Runabout war ein viersitziger Tonneau und ein Canopy Top-Tourenwagen mit fünf Sitzen erhältlich.
Zwischen 1906 und 1907 stand mit dem Model L nur ein Modell im Sortiment. Der Vierzylindermotor leistete 45 PS. Der Radstand von 279 cm ermöglichte Aufbauten als Tonneau mit seitlichem Zustieg und Limousine.

## Modellübersicht
| Jahr      | Modell  | Zylinder | Leistung (PS) | Radstand (cm) | Aufbau                                                               |
| --------- | ------- | -------- | ------------- | ------------- | -------------------------------------------------------------------- |
| 1903      | Model A | 1        | 8             | 198           | Runabout 2-sitzig                                                    |
| 1904–1905 | Model A | 1        | 8             | 198           | Runabout 2-sitzig                                                    |
| 1904–1905 | Model B | 2        | 14            | 198           | Runabout 2-sitzig, Tonneau 4-sitzig, Canopy Top Tourenwagen 5-sitzig |
| 1906–1907 | Model L | 4        | 45            | 279           | Side Entrance Tonneau, Limousine                                     |